# Попова, Светлана Георгиевна
Светла́на Гео́ргиевна Попо́ва (рум. Svetlana Popov; род. 14 марта 1966, с. Мерешены, Хынчештский район, Молдавская ССР, СССР) — единственная женщина-дирижёр симфонического оркестра в Молдавии. Народный артист Молдавии (2022)

## Биография
Училась хоровому дирижированию в молдавской консерватории (ныне Академия Музыки, Театра и Изобразительных Искусств, AMTAP, Кишинёв) в классе Л. Аксеновой и В. Болдурат. После окончания консерватории в 1989 году, осталась на кафедре преподавателем хорового дирижирования. В 1990 году поступила как аспирант в Академию Музыки «Дж. Энеску» Бухарест, Румыния, (рум. Academia de Muzică «G.Enescu» din Bucureşti) по специальности «дирижёр симфонического оркестра». Училась в классе Х. Андрееску и Л. Бач. Окончила Академию в Бухаресте в 1992 году. Дебют как симфонического дирижёра состоялся в этом же году с оркестром столичного радио. В 1993 году принимает участие в Международном фестивале молодых дирижёров Синая-Буштень, Румыния (рум. Sinaia-Buşteni). В 1992—1994 руководит детским оркестром струнных инструментов в лицее им. Ч.Порумбеску, Кишинёв.
Активная деятельность Светланы Поповой как оркестрового дирижёра начинается в 1996 году, с работы в Национальном Театре Оперы и Балета. В силу особенностей молдавского театра, её репертуар в основном состоит из произведений, ставших классикой мировой музыки. В частности, будучи дирижёром театра, она подготовила такие спектакли как «Травиата», «Риголетто», «Трубадур» Дж. Верди. В её репертуаре также «Богема» и «Мадам Баттерфляй» Дж. Пуччини, все балеты П. Чайковского и многие другие. Критики большей частью благосклонно оценивают её работы: «В оркестре Светлана Попова резких красок не любит, работает эффектно и деликатно…»
Параллельно работе в театре, Светлана Попова продолжает деятельность в Академии Музыки, но, с тех пор как завершила аспирантуру в Бухаресте, уже в качестве педагога оперного искусства на кафедре «Академическое пение». Студенты так отзываются о своём педагоге: «Она хорошо знает, что нужно солисту, где нужно усилить или убрать в вокальном плане. Всегда отметит, когда мы нарушаем единство образа или что-то коряво делаем на сцене. Даже просто посидеть у неё в оперном классе очень полезно, студенты слушают друг друга, а потом обязательно что-то всплывает в процессе самостоятельной работы». Среди её учеников Наталья Гаврилан, Родика Пичиряну, Марина Радиш, Анжела Рогак и другие.
Гастролировала в различных странах Европы: Румыния, Германия, Ирландия, Шотландия, Швейцария, Великобритания. Особое место занимает спектакль «Щелкунчик», исполненный ею на сцене Royal Albert Hall, Лондон, Великобритания.
Сотрудничает с такими музыкальными коллективами как симфонический оркестр Государственной Национальной Филармонии им. С.Лункевича, камерный национальный оркестр Органного зала и с оркестром Национального радио Бухареста, Румыния.
Среди творческих друзей Светланы Поповой — Раду Поклитару, кишинёвский дуэт пианистов Анатолий Лапикус и Юрий Махович

## Подготовленные спектакли

### Оперы
- «Травиата» Дж. Верди
- «Трубадур» Дж. Верди
- «Риголетто» Дж. Верди
- «Аида» Дж. Верди
- «Набукко» Дж. Верди
- «Кармен» Ж. Бизе
- «Сельская честь» П. Масканьи
- «Богема» Дж. Пуччини
- «Мадам Баттерфляй» Дж. Пуччини

### Балеты
- «Лебединое озеро» П. Чайковский
- «Щелкунчик» П. Чайковский
- «Спящая красавица» П. Чайковский
- «Дон Кихот» Л. Минкус
- «Жизель» A.Адан
- «Ромео и Джульетта» С. Прокофьев
- «Коппелия» Л. Делиб

Симфонические и вокально-симфонические произведения

## Рецензии
Британское музыкальное издание The Stage назвало Светлану Попову «молодым харизматичным дирижёром».
Манчестерский филиал телерадиокорпорации BBC в рецензии на показанный балет «Спящая Красавица», дал положительную оценку дирижёрской работе Светланы Поповой, признав при этом, что публика заглушала музыкантов.
Британская журналистка и репортёр Кэтрин Джонс (англ. Catherine Jones) в своей рецензии на балет «Лебединое озеро», поставленный на сцене Ливерпульского Имперского театра (англ. Liverpool Empire Theatre), высоко оценила дирижёрское мастерство Светланы Поповой, но была неприятно удивлена тем, что «её оркестр при этом играет вполсилы».
По мнению издания Liverpool Echo, опубликованному в рецензии на представленный в Ливерпульском Имперском театре балет «Спящая красавица»:

«Дирижёр Светлана Попова, которая скромно уклонилась от предназначенных ей в конце спектакля цветов, доказывает, что совершенно необязательно носить костюм с фалдами, чтобы быть на высоте, находясь в оркестровой яме» Оригинальный текст (англ.)Conductor Svetlana Popova shied away from receiving her flowers at the end but she proved you don't have to wear a suit and tails to hold your own in the pits— Дженни Уотсон, «Liverpool Echo»

«И всё было буквально сметено взрывом музыки, исполняемой оркестром под управлением молодой женщины-дирижёра Светланы Поповой, отточенные движения её дирижёрской палочки почти точно повторяли движения танцоров на сцене»Оригинальный текст (англ.)And it was swept along by the rousing music from an orchestra led by young female conductor, Svetlana Popova, whose baton-waving animation almost matched the dancers on stage. — Дэвид Найтс, «Telegraph & Argus»
Из рецензии на балет «Щелкунчик»:

Дирижёров всё-таки назвали заранее и мы знали, что это была Светлана Попова, которая взялась за партитуру с таким рвением, что меня поразило, как танцорам вообще удавалось выдерживать темп. Интересно, она случайно не родственница Сэра Томаса Бичема? Оригинальный текст (англ.)The conductors were named however, so we knew it was Svetlana Popova who took the score at such a lick that I’m amazed the dancers were able to keep up the pace. I wonder if she is distantly related to Sir Thomas Beecham? — Энн Мэриотт, журнал «Балет»